# Об (притока Сене)
Об (фр. Aube) је река у Француској. Дуга је 248 km. Улива се у Сену. 